# Математические рукописи
«Математические рукописи» составляют значительную (около тысячи страниц) часть рукописного наследия Карла Маркса, в котором нашли отражение его занятия математикой и идеи материалистической диалектики. Посвящены в основном выяснению сущности дифференциального исчисления.
Интерес к математике возник у Маркса в связи с его работой над «Капиталом». В письме Фридриху Энгельсу от 31 мая 1873 года Маркс писал:

 Дело в следующем: ты знаешь таблицы, в которых цены, учётный процент и т. д. представлены в их движении в течение года и т. д. в виде восходящих и нисходящих зигзагообразных линий. Я неоднократно пытался — для анализа кризисов — вычислить эти up and downs [повышения и понижения — Ред.] как неправильные кривые и думал (да и теперь еще думаю, что с достаточно проверенным материалом это возможно) математически вывести из этого главные законы кризисов.— Предисловие к «Математическим рукописям» М. «Наука» 1968 г.
Записи по математике и алгебре датируются тетрадями с 1846 г., хотя могли быть сделаны и позднее на страницах старых тетрадных записей. Есть алгебраические записи 1858 года.
Математические рукописи были сохранены Энгельсом, утверждавшим в своей речи на похоронах Маркса, что Маркс сделал в области математики открытия. Энгельс придавал рукописям большое значение и намеревался их опубликовать, о чём сообщал в своём предисловии ко второму изданию «Анти-Дюринга».
Рукописи были изданы отдельной книгой издательством «Наука» в 1968 году и более не переиздавались. Книга состоит из двух частей, содержащих:
1. Рукописи Маркса о дифференциальном исчислении и их черновые варианты;
2. Подробное описание всех черновых рукописей Маркса, включая конспекты и выписки из большого числа книг, внимательно им проработанных, с выделением критических замечаний и текста, принадлежащего Марксу.

К моменту выхода книги некоторые части математических рукописей не были изданы на языке оригинала.
От редакции:
«Предложенное Марксом объяснение смысла основных понятий и методов дифференциального исчисления позволяет и в настоящее время с позиций диалектического материализма разобраться в сущности символических исчислений математики и математической логики».

## Труды
- Маркс К. Математические рукописи. М. Наука 1968. 640 с., илл.
- Маркс К. [Математические рукописи:] 1. Производные и символический дифференциальный коэффициент. 2. Дифференциал и дифференциальное исчисление. 3. Исторический очерк // Под знаменем марксизма. 1933. № 1. С. 15—73.
- Маркс К. Математические рукописи. Тбилиси, 1948. — 234,[2] с. На грузинском языке.
- Marx’s Mathematical Manuscripts, New Park Publications, 1983. 280pp.Transcribed: Andy Blunden.
- *Marx, Karl; Alcouffe, Alain. Les manuscrits mathématiques de Marx / étude et présentation par Alain Alcouffe. sudoc.abes.fr (1985). Дата обращения: 3 апреля 2020. OCLC 416418684 ISBN 9782717808643 Шаблон:BNF